# Samantha Shannon
Samantha Shannon (8 de noviembre de 1991) es una escritora británica de fantasía y ficción distópica y paranormal.

## Biografía
Shannon nació en Hammersmith, Londres en noviembre de 1991 y creció en Ruislip. Comenzó a escribir a los quince años, cuando escribió su primera novela, Aurora, la cual permanece inédita. Shannon estudió literatura y lengua inglesas en St Anne's College, Oxford, y se graduó en 2013.
En 2012  firmó un contrato de seis cifras con  Bloomsbury Publishing, quiénes pujaron tras la Feria del Libro de Londres, para publicar los primeros tres libros de una serie de siete, empezando con La Era de Huesos. Establecida en 2059, los acontecimientos de la novela tienen lugar en un Londres gobernado por una "fuerza de seguridad" llamada Scion y un Oxford devenido en una gigantesca prisión. Los derechos filmográficos de La Era de Huesos fueron comprados por la empresa de Andy Serkis The Imaginarium Studios en noviembre de 2012.

En 2019 publicó El priorato del naranjo, una novela de fantasía feminista basada en el mito de San Jorge.

### Laserie Era de Huesos
- La Era de Huesos (2013)[6]
- La orden de los mimos (La Era de los Huesos 2) (2015). Publicado por la Editorial Roca Juvenil.
- The Song Rising (2017)
- The Mask Familing (2021)

Obras relacionadas
- On the Merits of Unnaturalness (2015)
- The Pale Dreamer (2016)

### Otros trabajos
- El priorato del naranjo (2019)[7]

- El día que se abrió el cielo (2023)